# ميتشيلي باولوكي
ميتشيلي باولوكي (بالإيطالية: Michele Paolucci)‏ (مواليد 6 فبراير 1986 في ريتشاناتي - إيطاليا) لاعب كرة قدم إيطالي يلعب حاليا لصالح نادي الدرجة الأولى سيينا الإيطالي منذ 2009 في مركز المهاجم .

## روابط خارجية
- ميتشيلي باولوكي على موقع قاعدة بيانات كرة القدم.إي يو (الإنجليزية)
- ميتشيلي باولوكي على موقع Soccerway.com (الإنجليزية)
- ميتشيلي باولوكي على موقع عالم كرة القدم.نت (الإنجليزية)
- ميتشيلي باولوكي على موقع كووورة
- ميتشيلي باولوكي على موقع AS.com (الإسبانية)